# Transporter – The Mission

Englischsprachiges Logo

Transporter – The Mission (frz. Titel Le Transporteur II, engl. Titel Transporter 2) ist ein französischer Actionfilm aus dem Jahr 2005, die Fortsetzung von The Transporter und der Vorgänger von Transporter 3. Als Drehbuchautor und Produzent war Luc Besson beteiligt, Regie führte Louis Leterrier. 2015 erschien mit The Transporter Refueled ein weiterer Teil, Frank Martin wird hier von Ed Skrein gespielt.

## Handlung
Der „Transporter“ Frank Martin tritt einen Vertretungsjob als Fahrer des Sohnes der Familie Billings an. Als der Sohn eines Tages entführt wird und die Polizei ihn der Tat verdächtigt, ermittelt Martin auf eigene Faust. Dabei kommt es zu zahlreichen Kämpfen und Verfolgungsjagden zu Land und zu Wasser. Er findet heraus, dass es den Entführern nicht um das Lösegeld geht, sondern um den Jungen selbst, den sie mit einem tödlichen Virus infizieren. Dieses Virus wird durch den Atem übertragen, so dass der Kleine nach der Lösegeldübergabe und seiner Befreiung seinen Vater, einen einflussreichen Politiker, wie geplant ansteckt. Dieser ist gerade auf dem Weg zu einer internationalen Drogenkonferenz, an der er trotz beginnender Krankheit teilnimmt und dabei die Infektion verbreitet.
Frank Martin findet weiter heraus, dass hinter dem Verbrechen der Terrorist Chellini und seine psychopathische Freundin Lola stecken, die im Auftrag eines kolumbianischen Drogenkartells handeln. Inspektor Tarconi ist zu dieser Zeit auf Besuch bei Martin und als Gourmand bekocht er ihn mit Leidenschaft. Er wird dabei in dessen Haus vom FBI festgenommen, was sich für den Transporter als hilfreich erweist. Tarconi genießt nämlich in polizeilicher Obhut ziemliche Freiheit, nachdem er sich als Kollege ausweist und man nur noch auf die Bestätigung aus Paris wartet. So kann er sich Zugang zum Polizeicomputer verschaffen und Martin per Handy mehrfach wertvolle Informationen geben.
Martin spürt den Verbrecher auf, als dieser mit dem Flugzeug fliehen will. Das Gegenmittel gegen das Virus hat er sich ins Blut gespritzt. Im Jet kommt es zu einem heftigen Zweikampf. Die Maschine stürzt dabei über dem Meer ab und sinkt. Martin kann Chellini unter Wasser endlich überwältigen, zur Wasseroberfläche schleppen und der Polizei ausliefern. Mit Hilfe des Gegenmittels können alle Infizierten geheilt werden. Martin bringt Tarconi zum Flughafen. Darauf angesprochen, dass dieser noch nicht den Strand gesehen hätte, antwortet Tarconi nur lakonisch, Sand sei überall gleich.
Als der Inspektor ausgestiegen ist, erhält Martin einen Anruf mit einem neuen Auftrag.

## Hintergrund
Bei einem Budget von 32 Millionen US-Dollar konnte der Film weltweit ein Einspielergebnis von über 85 Millionen US-Dollar erreichen.
Die Szene, in der Jason Statham als Waffe einen Feuerwehrschlauch nutzt, ist dem 2000 erschienenen Film Romeo Must Die mit Jet Li entlehnt.

## Kritik
„Der aufwändig produzierte Actionfilm stellt die Kunstfertigkeit über jede Logik und bietet nicht mehr als ein rasantes Spektakel innerhalb einer knallbunten Fantasiewelt.“

„Als Bleifußlieferant brisanter Waren donnerte Frank Martin alias Jason Statham (Snatch – Schweine und Diamanten) vor zwei Jahren die französische Mittelmeerküste entlang und empfahl sich als Actionhoffnung, die Kampf- und Schauspielkunst gleichermaßen beherrscht. […] Martial-Arts-Choreograph Corey Yuen sorgt für Nahkampfausschreitungen vom Feinsten, wenn die rasante Show den Fast-&-Furious-Gang einlegt. Bitte anschnallen!“

„Vorsicht bei ‚Transporter – The Mission‘. Wer beim ersten Teil Spaß hatte, kann zwar bedenkenlos zugreifen und wird vielleicht sogar begeistert sein, denn die Actionszenen und Martial-Arts-Sequenzen sind ein gutes Stück besser gelungen als im Vorgänger. Wer allerdings auch auf eine originelle Story, einen durchdachten Plot und generell auf die Logik eines Films wert legt, sollte – lässt sich der Kinobesuch nicht vermeiden – vor Filmbeginn sein Hirn abschalten. Also dann: Hirn aus, Film ab! […] Doch auch die Action wird es kaum schaffen, den Zuschauer über die Dauer des Films bei der Stange zu halten. Dafür ist die Story, die in Teilen etwas an Mann unter Feuer erinnert, einfach zu mies und die bereits in der Vorgängerkritik zu The Transporter angesprochenen ‚Plot-Löcher von der Größe ganzer Flugzeugträger‘ zu präsent, als dass sich der Zuschauer nicht irgendwann für dumm verkauft fühlen würde. […] Schauspielerisch fällt kaum jemand besonders unangenehm auf und wenn, ist man bereit es eher den eindimensionalen Rollen als dem fehlenden Können des Akteurs zuzuschreiben.“

„Die Versuche, die Fortsetzung im Vergleich zum Original visuell aufzumotzen, enden aber lediglich in einer blassen Kopie. Als vermeintlicher Blickfang hüpft nun die halbnackte Lola (Kate Nauta) wie eine Furie durchs Bild. Permanent wütend ist sie wahrscheinlich deshalb, weil sie offensichtlich aus der Model-Schule geworfen wurde – wegen Untergewicht.
Da lässt sie ihre aufgestauten Aggressionen schon mal an einem Polizei-Hubschrauber aus, den sie mit ein paar Schüssen in einer beschämenden CGI-Explosion vom Himmel holt. Die filmische Finesse des ersten Teiles ist irgendwo auf der Reise des Transporters von Frankreich nach Amerika verloren gegangen.“